# دمچه‌ای شکم‌لیمویی
دمچه‌ای شکم‌لیمویی (نام علمی: Sylvietta denti) نام یک گونه از سرده دمچه‌ای‌ها است.